# Manuel Soares
Manuel Soares (Lisboa finals del segle xvii i mort en la mateixa ciutat el 1756) fou un religiós dedicat especialment a la composició de la música.
Prengué molt aviat les vestidures monacals i fou un notable contrapuntista i músic d'elevada inspiració, del que els mateixos mestres italians de la seva època, lloaven els mèrits.
Deixà molts Salms a 4 veus, i altres composicions sacres molt celebrades.